# Hanna Nagel
Hanna Nagel, née Johanna Nagel le 10 juin 1907 à Heidelberg où elle est morte le 15 mars 1975, est une graveuse et dessinatrice allemande qui est particulièrement active dans la lutte contre le patriarcat et les différentes formes de discrimination. Hanna Nagel est considérée comme une représentante du vérisme aux influences surréalistes.

## Biographie
Hanna Nagel grandit à Heidelberg en tant que fille aînée du marchand Johannes Nagel et de Bertha Nuß, avec une sœur, Margarete, et un frère adoptif, Heinz. Elle y fréquente une école pour filles ; d'abord gauchère, on lui apprend à devenir droitière. C'est ensuite qu'elle commence une formation de relieuse puis s'inscrit à l’Académie des beaux-arts de Karlsruhe. Elle y fréquente Karl Hubbuch, Wilhelm Schnarrenberger, Hermann Gehri, Walter Conz, son maître de gravure. Dès cette époque, elle révèle dans ses dessins les stéréotypes de genre prônés dans l'école. 
En 1929, elle s'installe à Berlin, où elle suit les cours de Hans Meid et d'Emil Orlik à l'Académie des arts. Ce dernier considère qu'elle est une « nouvelle Käthe Kollwitz ». Hanna Nagel épouse en 1931 son collègue, le peintre Hans Fischer et ils partent tous les deux à Rome après avoir obtenu le Prix de Rome l'une après l'autre. À la même époque, l'artiste adhère à l'association Berliner Künstlerinnen et participe à ses expositions. 
Hanna Nagel et Hans Fischer ont une fille en 1938, Irene Fischer-Nagel, qui s'oriente elle aussi vers une carrière d'artiste. Les œuvres de cette époque sont empreintes de ses questionnements sur son double rôle de mère et d'artiste. 
Après la guerre, elle retourne à Heidelberg et jusqu'à sa mort, elle réalise les illustrations de plus de 100 livres dont La Mouette d'Anton Tchekhov, L'Asile nocturne de Maxime Gorki et des œuvres de Daphné du Maurier, mais également des livres pour enfants. Les cycles graphiques de Hanna Nagel comprennent Fantaisies des 24 préludes de Chopin, The Dreaming et Angst. 
Hanna Nagel meurt le 15 mars 1975 ; elle est partiellement tombée dans l'oubli par la suite, certaines de ses nombreuses œuvres n'ont pas encore été publiées et la majeure partie de son patrimoine artistique appartient à des collections privées. 

## Récompenses
- 1933 : Prix de Rome
- 1936 : Bourse de la Fondation allemande Albrecht Dürer
- 1937 : Prix Kassel et médaille d'argent de dessin à l'Exposition universelle de Paris
- 1941 : Médaille de bronze de la Phalange espagnole[5]
- 1960 : Joseph E. -Prix Drexel

Un prix est également créé au nom de Hanna Nagel. Impulsé par Jutta Limbach, les cinq présidentes de Karlsruhe en Allemagne développent cette récompense pour saluer chaque année le travail d'une artiste femme de plus de 40 ans active dans la région. 

## Œuvres
- Frau mit zwei Kindern, Leopold-Hoesch-Museums à Düren
- Portrait eines Mannes, Staatliche Kunsthalle Karlsruhe[7]
- Abschied, Lindenau-Museums à Altenbourg[8]
- Frau in Tracht mit Kind, musée d'Anger (de) à Erfurt[8]
- Der Fischer, Angermuseum à Erfurt[8]